# Рош (Берн)
Рош (фр. Roches BE) — коммуна в Швейцарии, в кантоне Берн.
Входит в состав округа Мутье. Население составляет 235 человек (на 31 декабря 2006 года). Официальный код — 0704.